# 丹羽基二
丹羽 基二（にわ もとじ、1919年9月5日 - 2006年8月7日）は、日本の民俗学者、苗字・家紋研究家。イタリアのオリエンタル大学名誉教授、文学博士。日本家系図学会会長、日本伝統美保存会、地名を守る会代表などを歴任した。

## 経歴
1919年、栃木県で生まれた。1944年、國學院大學国文科を卒業する。卒論のテーマは『源氏物語』。柳田國男、樋口清之、折口信夫、太田亮らに師事した。高校教師の傍ら苗字調査を続け、1980年の退職後に本格的な研究活動に入り、全国の100万基の墓を巡った。
2006年8月7日、肺炎のため逝去。

## 研究範囲
栃木県佐野市に住んでいた幼少時に、隣組の住人の苗字、四十八願（よいなら）に関心を抱き、師事した柳田國男にその苗字について質問をしたところ、柳田に勧められ苗字の研究を開始する。在野の研究家として苗字のみにとどまらず、家紋、墓、仏足石、紋様などの研究も行う。
また、僻地への旅行を趣味としていて、パプアニューギニアや南極などの著作もある。

## 主な著作（副題省略）
- 『姓氏』（監修：樋口清之）秋田書店、1970年　ISBN 4253002099
- 『家系』秋田書店、1986年　ISBN 4253002102
- 『日本苗字大辞典』芳文館、1996年
  - 第1巻　1996年　ISBN 4990058402
  - 第2巻　1996年　ISBN 4990058410
  - 第3巻　1996年　ISBN 4990058429
- 『日本姓氏大辞典』日本ユニバック/角川書店、1985年　ISBN 4040312007
- 『日本の伝統紋様』（日竎貞夫との共著）講談社インターナショナル、2001年　ISBN 4770026897
- 『お墓のはなし』世界聖典刊行協会、1982年　ISBN 4881101528
- 『図説 世界の仏足石』名著出版、1992年　ISBN 4626014321

150冊目の『難読姓氏・地名大事典 続』で、著作をやめることを表明。